# Urko Berrade
Urko Berrade Fernández (Pamplona, 28 november 1997) is een Spaans wielrenner die sinds 2020 rijdt voor Equipo Kern Pharma.

## Carrière
In 2017 werd Berrade achtste in het door Jaime Castrillo gewonnen nationale kampioenschap tijdrijden bij de beloften en vijftiende in het eindklassement van de Ronde van Portugal van de Toekomst. Twee jaar later werd hij prof bij Euskadi Basque Country-Murias. In zijn eerste profseizoen werd hij onder meer achttiende in het eindklassement van de Ronde van Portugal en, namens de Spaanse nationale selectie, twaalfde in dat van de Ronde van de Toekomst. Hij sloot zijn seizoen af in Parijs-Tours, die hij niet uitreed.

## Overwinningen
2024
18e etappe Ronde van Spanje
2025
Clàssica Camp de Morvedre

## Resultaten in voornaamste wedstrijden
| Jaar | Ronde van Italië | Ronde van Frankrijk | Ronde van Spanje |
| ---- | ---------------- | ------------------- | ---------------- |
| 2019 |                  |                     |                  |
| 2020 |                  |                     |                  |
| 2021 |                  |                     |                  |
| 2022 |                  |                     | 66e              |
| 2023 |                  |                     |                  |
| 2024 |                  |                     | 42e (1)          |
| 2025 |                  |                     |                  |

| Jaar | Luik-Bast.‑Luik | Clásica San Sebastián | Parijs-Tours |  | WK op de weg |
| ---- | --------------- | --------------------- | ------------ |  | ------------ |
| 2019 |                 |                       | opgave       |  |              |
| 2020 |                 |                       |              |  |              |
| 2021 |                 | 45e                   | 17e          |  |              |
| 2022 | opgave          | 46e                   |              |  | opgave       |
| 2023 |                 | 34e                   | 57e          |  |              |
| 2024 |                 | 46e                   | 99e          |  |              |
| 2025 |                 | 20e                   |              |  |              |

## Ploegen
- 2019 –  Euskadi Basque Country-Murias
- 2020 –  Equipo Kern Pharma
- 2021 –  Equipo Kern Pharma
- 2022 –  Equipo Kern Pharma
- 2023 –  Equipo Kern Pharma
- 2024 –  Equipo Kern Pharma
- 2025 –  Equipo Kern Pharma

Aristi · Bagües · Barceló · Barrenetxea · Barthe · Berrade · Bizkarra · Bravo · González · Intxausti · Irizar · Iturria · López-Cózar · Ó. Rodríguez · S. Rodríguez · Sáez · Samitier · Sanz · Udondo · Viejo
Adrià · Agirre · Araiz · Arrieta · Berrade · Carboni (vanaf 9/9) · Carretero · J. Castrillo · Cobo · Galván · C. García Pierna · R. García Pierna · Jaime · D. Lopez · J. López · Marquez · Mendez · Miquel · Moreno · Novikov · Parra · Řepa · Ruiz · Sánchez · van der Tuuk · P. Castrillo (stagiair) · Fernandez (stagiair) · Retegi (stagiair)
Adrià · Agirre · Arrieta · Berrade · Carboni · Carretero · Castrillo · Cobo · Elosegui · Galván · C. García Pierna · R. García Pierna · Jaime · López · Marquez · Miquel · Parra · Řepa (tot 2/5) · Retegi · Ruiz · Sánchez · van der Tuuk · Aznar (stagiair) · Carrascosa (stagiair) · Dorenbos (stagiair)
Agirre · H. Aznar · U. Aznar · Berrade · Brustenga · Castrillo · Cobo · Elosegui · Fernández · Galván · García Pierna · Gutiérrez · Iribar · Jaime · López · Marquez · Miquel · Parra · Retegi · Ruiz · Sánchez · Soto · Uriarte · van der Tuuk · Azanza (stagiair) · Carrascosa (stagiair) · Etxeberria (stagiair)